# Дардамты (гора)
Дардамты — гора в Алматинской области Казахстана в центральной части хребта Кетмень. Абсолютная высота 3410 м. Длина 12 км, ширина 10 км. Южные склоны отвесные, расчленённые тектоническими разломами. Образована эффузивными породами карбона. На горных тёмно-каштановых почвах произрастают кустарники и злаковые растения.